# Викторија (Минесота)
Викторија (енгл. Victoria) град је у америчкој савезној држави Минесота.

## Демографија
По попису из 2010. године број становника је 7.345, што је 3.32 (82,5%) становника више него 2000. године.
| Група             | 2000.         | 2010.         |
| Белци             | 3.914 (97,2%) | 6.910 (94,1%) |
| Афроамериканци    | 11 (0,3%)     | 37 (0,5%)     |
| Азијати           | 34 (0,8%)     | 146 (2,0%)    |
| Хиспаноамериканци | 40 (1,0%)     | 147 (2,0%)    |
| Укупно            | 4.025         | 7.345         |